# 즐거운 오후 3시
즐거운 오후 3시는 광주MBC 표준FM(표준FM 93.9MHz, 중파 819kHz)에서 1999년부터 2014년 11월 16일까지 15년간 매일 오후 3시 5분부터 오후 4시까지 방송된 광주·전남 지역의 종영 라디오 프로그램이다.

## 진행자
- 장원나

## 코너구성
월요일 1부
- 먼말인지 알지 - 단계별로 힌트를 듣고 (신조어, 추억의 가수) 문자로  퀴즈 정답을 보내주세요
- 출연 - 양지현 리포터

월요일 2부
- 따르릉 유치원 - 유치원에 다니고 있는 어린이의 솔직한 편지..평소하고 싶은 말을  부모님께 편지로 전달하는 시간~
- 키즈퀴즈 - 아이들이 좋아하는 동요, 동화를 듣고 제목을 맞추는 시간  (객관식으로 어렵지 않아요~!)

화요일 1부
- 생생 토크 - 여러분이 좋아하는 인기가수를 만나보는 달콤 살벌한 음악데이트~!

화요일 2부
- 와글와글 극장 - 세상 살아가는 이야기 소소한 이야기를 재밌는 콩트로 만나보는 시간
- 출연 - 조대근

수요일 1부
- 즐거운 노래방 - 노래를 듣고만 있을 수 없다! 노래 배워보고, 음치교정도 하고~ 노래 한곡 제대로 배워보는 시간
- 출연 - 노래강사 주다영

수요일 2부
- 알쏭달쏭 노래방 - 출연자 6명이 참여해 노래방 간주만 듣고, 제목과 함께 노래를 불러주세요.

목요일 1부
- 전화 노래방 - 스피드 게임으로 긴장을 풀고 노래로 스트레스 날려버리는 시간
- 전화노래방 참여 신청 전화 360-2248

목요일 2부
- 문자야 놀자 - 문자를 통해 청취자와 가까워지는 시간 신청곡은 물론 짤막한 문자 사연 쇼~

금요일 1부
- 라디오 나눔장터, 보물섬 - 이웃과 함께 나누는 재사용 나눔 장터, 방송을 통해 연결 시켜드리는 시간
- 보물섬-오픈 스튜디오(매주 금요일)
- 관련 문의 보물섬 전화 385-0108

금요일 2부
- 제목을 맞춰라 - 제한된 시간 1분 안에 진행자가 부르는 노래의 제목을  맞추는 코너. 단, 노래는 지난 한주동안 3시에서 선곡한 노래

토요일 1부
- 톡톡, 3시의 사연 방 - 즐겁고, 기쁘고, 슬프고, 짠하고~ 우리네 인생사를 사연으로 보내주세요! 사연과 어울리는 노래를 팍팍~ 들려 드립니다.

토요일 2부
- 3시 트로트 차트 - 여러분이 좋아하는 트로트 차트와 함께 애창곡을 이어서~ 선물해 드립니다.

일요일 1부
- 3시의 신곡 - 신인가수는 물론 인기가수의 신곡을 들어 보는 시간

일요일 2부
- 신청곡 다이어리 - 한 주 동안 신청하신 수많은 사연과 노래들~~ 모아모아 전달해 드립니다.

## 같이 보기
- 광주MBC
- 광주MBC 표준FM
- 두시만세

| 광주MBC 표준FM                                         |                                                      |                                   |
| 이전                                                   | 즐거운 오후 3시                                      | 다음                              |
| 두시만세                                               | 즐거운 오후 3시                                      | 지금은 라디오 시대                |
| 평일 오후 2시 15분 ~ 3시 주말,휴일 오후 2시 10분 ~ 3시 | 오후 3시 05분 ~ 오후 4시 광주 · 전남 중북부지역 방송 | 오후 4시 05분 ~ 오후 6시 전국방송 |
|                                                        |                                                      |                                   |